# فيضان الزانكلي

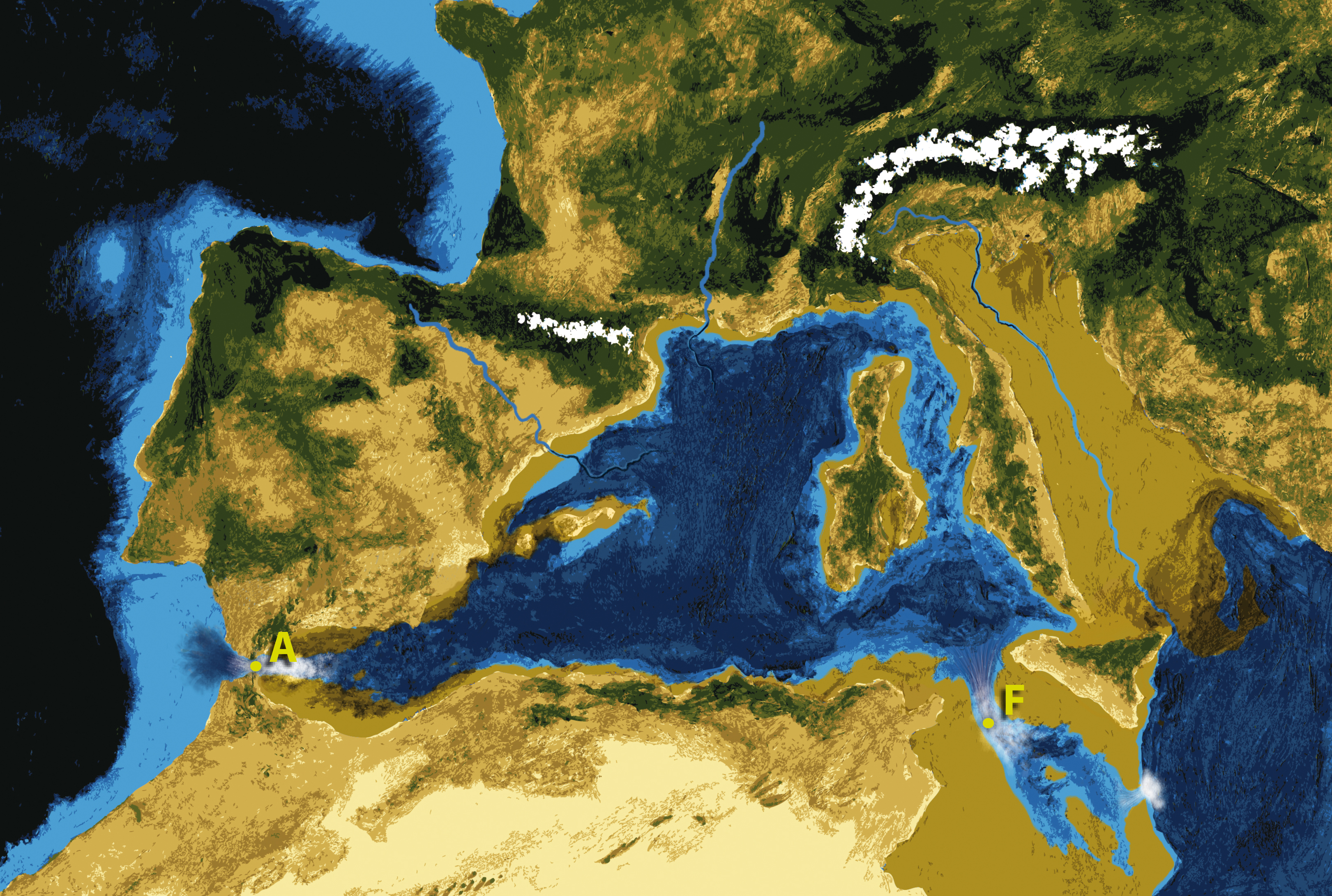
التفسير الفني لفيضان البحر الأبيض المتوسط عبر مضيق جبل طارق (A) ومضيق صقلية (F) منذ حوالي 5.3 مليون سنة.

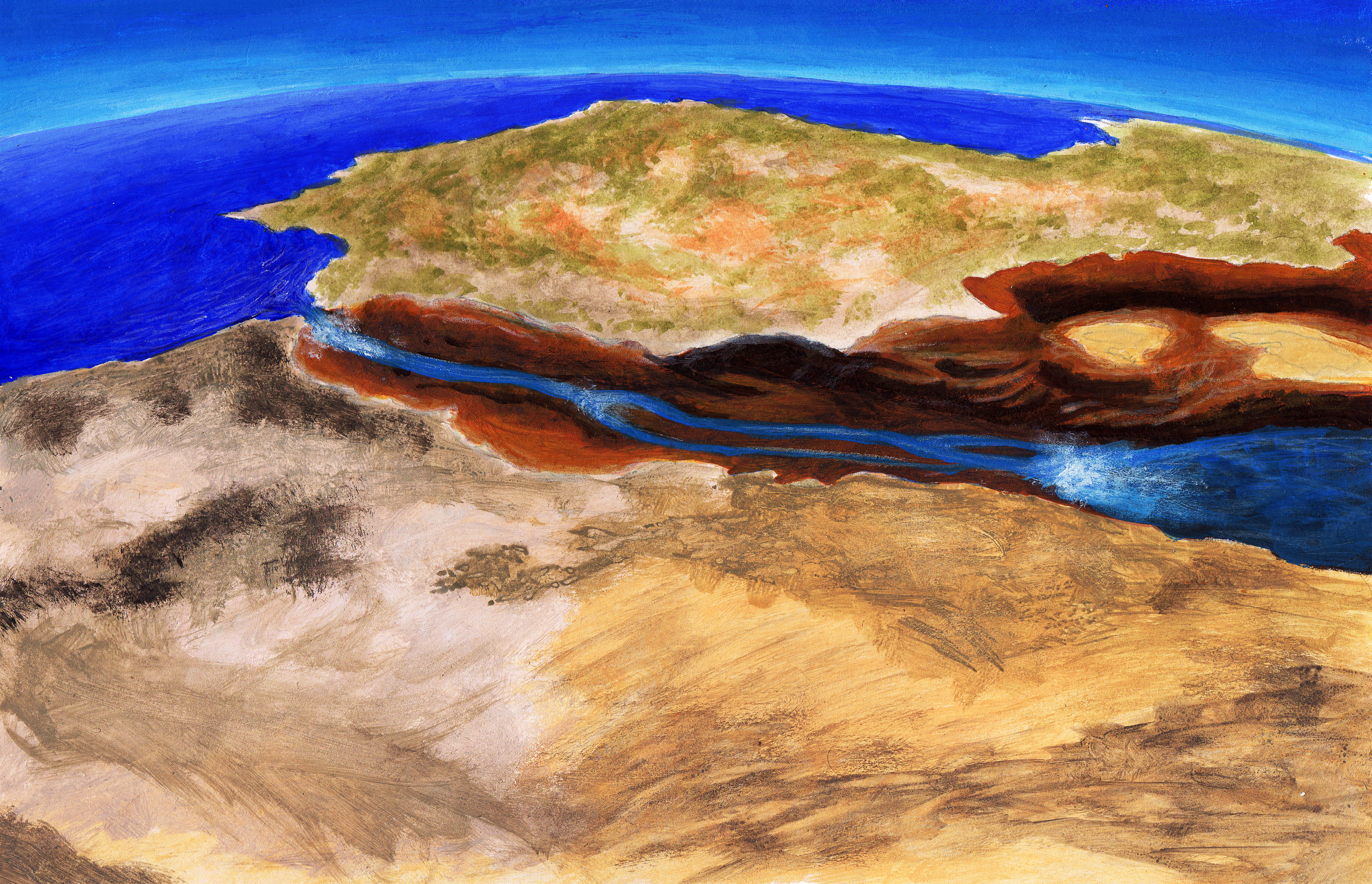
التفسير الفني لفيضان البحر الأبيض المتوسط عبر مضيق جبل طارق.

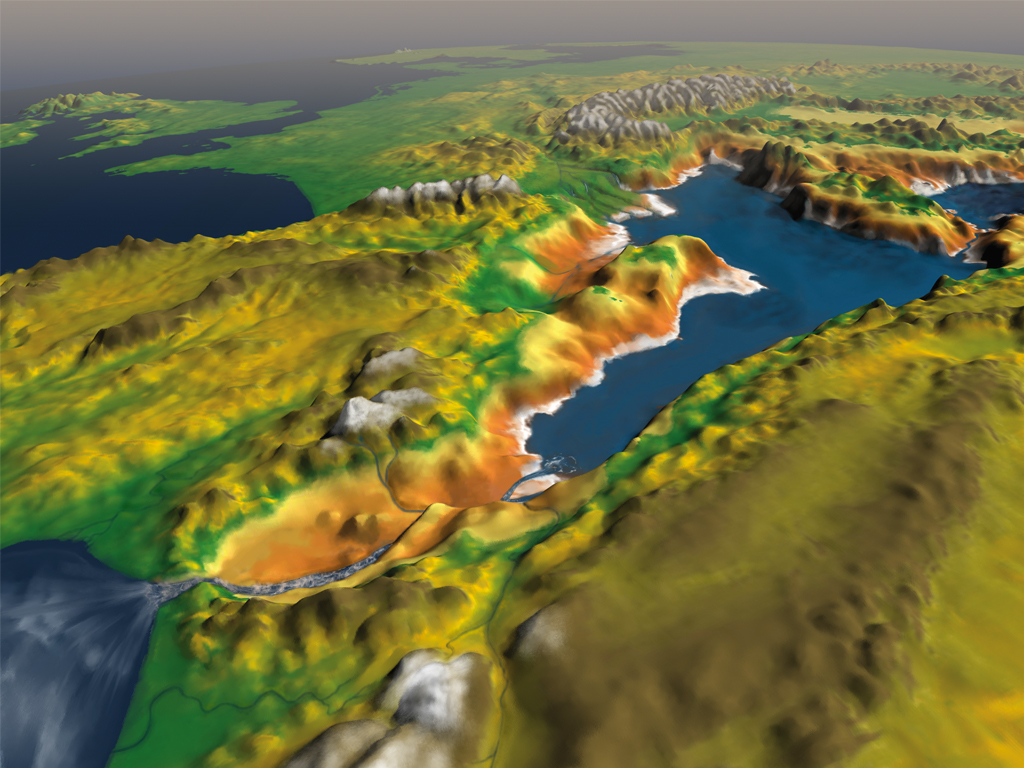
التفسير الفني لفيضان البحر الأبيض المتوسط عبر مضيق جبل طارق؛ المنظر في هذه الصورة من الجنوب الغربي من هذا المضيق، مع الجزر البريطانية المستقبلية في الزاوية اليسرى العليا.

فيضان الزانكلي أو طوفان الزانكلي فيضان افتراضي يعتقد أنه أعاد ملء البحر الأبيض المتوسط منذ 5.33 مليون سنة. وقد أنهى هذا الفيضان أزمة ملوحة المسيني وأعاد ربط البحر الأبيض المتوسط بالمحيط الأطلسي، رغم أنه من الممكن أنه قبل الفيضان كانت هناك اتصالات جزئية بالمحيط الأطلسي. وهذا الاتصال يمثل بداية حين الزانكلي.